# Elias Loomis

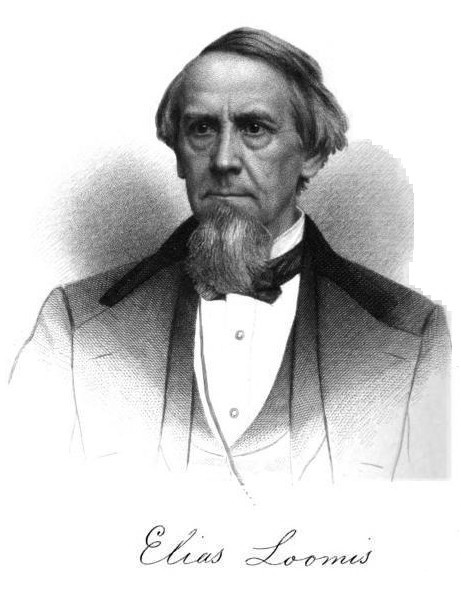
Elias Loomis 1890

Elias Loomis (* 7. August 1811 in Willington, Connecticut; † 15. August 1889 in New Haven (Connecticut)) war ein US-amerikanischer Mathematiker, Meteorologe und Astronom.
1826 immatrikulierte er sich als Student an der Yale University und erreichte dort 1830 seinen Abschluss. Nach Zwischenstationen an der Mount Hope Academy und dem Andover Theological Seminary begann er 1833 in Yale als Tutor.
1835 übernahm er eine Professur am Western Reserve College in Hudson (Ohio). Von dort wechselte er 1844 als Professor für Mathematik an die New York University. 1860 kehrte er wieder nach Yale zurück.
Loomis beschäftigte sich mit Astronomie, Mathematik, Physik und Meteorologie. Er benutzte als Instrumente dazu die neuesten Technologien seiner Zeit. So verwendete er zur Untersuchung der Unterschiede der geographischen Länge von New York und anderen Städten die elektrische Telegraphie. 1842 zeichnete er erstmals eine Wetterkarte eines Sturms, der 1836 den Osten der USA heimgesucht hatte. Er veröffentlichte zahlreiche Bücher, die in hoher Auflage verkauft und auch in viele andere Sprachen übersetzt wurden. 1845 wurde er in die American Academy of Arts and Sciences gewählt, 1873 in die National Academy of Sciences. Bei seinem Tod im Jahr 1889 hinterließ er mit 300.000 $, das höchste Vermächtnis, das die Yale University bis dahin je erhalten hatte.

## Schriften
- A Collection of Algebraic Problems and Examples, for the Use of Colleges and High Schools in: Examinations and Class Instruction, Harper & Brothers, New York 1878.
- Elements of Algebra, Designed for the Use of Beginners, Harper & Brothers, New York 1851.
- Elements of Analytical Geometry, and of the Differential and Integral Calculus, Harper & Brothers, New York 1851.
- Elements of Arithmetic, Designed for Children, Harper & Brothers, New York 1863.
- Elements of Astronomy, Designed for Academies and High Schools, Harper & Brothers, New York 1869.
- Elements of Geometry, Conic Sections, and Plane Trigonometry, Harper & Brothers, New York 1847.
- Elements of Natural Philosophy, Designed for Academies and High Schools, Harper & Brothers, New York 1858.
- Elements of Plane and Spherical Trigonometry, With Their Applications to Mensuration, Surveying, and Navigation Trigonometry And Tables, Harper & Brothers, New York 1848.
- Introduction to Practical Astronomy, Harper & Brothers, New York 1855.
- Recent Progress of Astronomy, Especially in the United States, Harper & Brothers, New York 1850; reprint, ed. I. B. Cohen, Arno Press, New York 1980.
- Tables of Logarithms of Numbers … Sines … Tangents for Every Ten Seconds … With Other Useful Tables Trigonometry And Tables, Harper & Brothers, New York 1848.
- Treatise on Algebra, Harper & Brothers, New York 1846.
- Treatise on Arithmetic, Theoretical and Practical, Harper & Brothers, New York 1860.
- Treatise on Astronomy, Designed for Colleges and Scientific Schools, Harper & Brothers, New York 1868.
- Treatise on Meteorology Harper & Brothers, New York 1868.
- Natural Philosophy, 1858.